# Jamie Macoun
Jamie Neil Macoun (né le 17 août 1961 à Hamilton, dans la province de l'Ontario au Canada) est un joueur professionnel retraité de hockey sur glace ayant évolué à la position de défenseur.

## Carrière
Joueur jamais sélectionné lors d'un repêchage de la Ligue nationale de hockey, Jamie Macoun rejoint en 1980 les Buckeyes d'Ohio State, club universitaire évoluant dans la division Central Collegiate Hockey Association du championnat de la NCAA. Il reste avec ces derniers durant trois saisons avant de signer à titre d'agent libre en janvier 1983 avec les Flames de Calgary.
Le défenseur retient l'attention à sa première saison complète avec Calgary en 1983-1984 alors qu'il inscrit 32 points en 72 rencontres, ce qui lui vaut une nomination sur l'équipe d'étoiles des recrues de la LNH. Après avoir représenté le Canada à l’occasion du championnat du monde de 1985, il aide les Flames  à atteindre la finale de la Coupe Stanley au printemps 1986, l'équipe s'incline cependant face aux Canadiens de Montréal.
Après avoir raté la saison 1987-1988 au complet à cause d'une blessure à un bras subie lors d'un accident de voiture en mai 1987, Macoun revient au jeu la saison suivante et aide les Flames à remporter la Coupe Stanley face au même Canadiens de Montréal. Le défenseur poursuit encore durant deux autres saisons avec les Flames avant d'être impliqué lors de la saison 1991-1992 dans une transaction majeur impliquant pas moins de dix joueurs dont Doug Gilmour. Macoun passe alors aux Maple Leafs de Toronto et devient un élément important de la brigade défensive de l'équipe dirigé par Pat Burns lors des séries éliminatoires de 1993 et 1994, année où l'équipe s'inclinent en demi-finale.
En 1997-1998, les Maple Leafs envoient le vétéran défenseur aux Red Wings de Détroit avec qui il remporte sa deuxième Coupe Stanley en carrière. Après une saison supplémentaire avec les Red Wings et après avoir disputé pas moins de 1 128 parties en dix-sept saisons dans la ligue, Jamie Macoun annonce son retrait de la compétition à l'été 1999.

## Statistiques

### Statistiques en club
| Saison     | Équipe                 | Ligue      |       | Saison régulière | Saison régulière | Saison régulière | Saison régulière | Saison régulière |    | Séries éliminatoires | Séries éliminatoires | Séries éliminatoires | Séries éliminatoires | Séries éliminatoires |
| Saison     | Équipe                 | Ligue      | PJ    | B                | A                | Pts              | Pun              | PJ               | B  | A                    | Pts                  | Pun                  |                      |                      |
| 1978-1979  | Flyers de Newmarket    | LHJPO      | 49    | 9                | 14               | 23               | 33               |                  |    |                      |                      |                      |                      |                      |
| 1979-1980  | Tigers d'Aurora        | LHJPO      | 13    | 1                | 11               | 12               | 26               |                  |    |                      |                      |                      |                      |                      |
| 1979-1980  | Flyers de Newmarket    | LHJPO      | 30    | 9                | 19               | 28               | 30               |                  |    |                      |                      |                      |                      |                      |
| 1980-1981  | Flyers de Newmarket    | LHJPO      | 4     | 0                | 0                | 0                | 5                |                  |    |                      |                      |                      |                      |                      |
| 1980-1981  | Buckeyes d'Ohio State  | CCHA       | 38    | 9                | 20               | 29               | 83               |                  |    |                      |                      |                      |                      |                      |
| 1981-1982  | Buckeyes d'Ohio State  | CCHA       | 25    | 2                | 18               | 20               | 89               |                  |    |                      |                      |                      |                      |                      |
| 1982-1983  | Buckeyes d'Ohio State  | CCHA       | 19    | 6                | 21               | 27               | 54               |                  |    |                      |                      |                      |                      |                      |
| 1982-1983  | Flames de Calgary      | LNH        | 22    | 1                | 4                | 5                | 25               | 9                | 0  | 2                    | 2                    | 8                    |                      |                      |
| 1983-1984  | Flames de Calgary      | LNH        | 72    | 9                | 23               | 32               | 97               | 11               | 1  | 0                    | 1                    | 0                    |                      |                      |
| 1984-1985  | Flames de Calgary      | LNH        | 70    | 9                | 30               | 39               | 67               | 4                | 1  | 0                    | 1                    | 4                    |                      |                      |
| 1985-1986  | Flames de Calgary      | LNH        | 77    | 11               | 21               | 32               | 81               | 22               | 1  | 6                    | 7                    | 23                   |                      |                      |
| 1986-1987  | Flames de Calgary      | LNH        | 79    | 7                | 33               | 40               | 111              | 3                | 0  | 1                    | 1                    | 8                    |                      |                      |
|            |                        |            |       |                  |                  |                  |                  |                  |    |                      |                      |                      |                      |                      |
| 1988-1989  | Flames de Calgary      | LNH        | 72    | 8                | 19               | 27               | 76               | 22               | 3  | 6                    | 9                    | 30                   |                      |                      |
| 1989-1990  | Flames de Calgary      | LNH        | 78    | 8                | 27               | 35               | 70               | 6                | 0  | 3                    | 3                    | 10                   |                      |                      |
| 1990-1991  | Flames de Calgary      | LNH        | 79    | 7                | 15               | 22               | 84               | 7                | 0  | 1                    | 1                    | 4                    |                      |                      |
| 1991-1992  | Flames de Calgary      | LNH        | 37    | 2                | 12               | 14               | 53               |                  |    |                      |                      |                      |                      |                      |
| 1991-1992  | Maple Leafs de Toronto | LNH        | 39    | 3                | 13               | 16               | 18               |                  |    |                      |                      |                      |                      |                      |
| 1992-1993  | Maple Leafs de Toronto | LNH        | 77    | 4                | 15               | 19               | 55               | 21               | 0  | 6                    | 6                    | 36                   |                      |                      |
| 1993-1994  | Maple Leafs de Toronto | LNH        | 82    | 3                | 27               | 30               | 115              | 18               | 1  | 1                    | 2                    | 12                   |                      |                      |
| 1994-1995  | Maple Leafs de Toronto | LNH        | 46    | 2                | 8                | 10               | 75               | 7                | 1  | 2                    | 3                    | 8                    |                      |                      |
| 1995-1996  | Maple Leafs de Toronto | LNH        | 82    | 0                | 8                | 8                | 87               | 6                | 0  | 2                    | 2                    | 8                    |                      |                      |
| 1996-1997  | Maple Leafs de Toronto | LNH        | 73    | 1                | 10               | 11               | 93               |                  |    |                      |                      |                      |                      |                      |
| 1997-1998  | Maple Leafs de Toronto | LNH        | 67    | 0                | 7                | 7                | 63               |                  |    |                      |                      |                      |                      |                      |
| 1997-1998  | Red Wings de Détroit   | LNH        | 7     | 0                | 0                | 0                | 2                | 22               | 2  | 2                    | 4                    | 18                   |                      |                      |
| 1998-1999  | Red Wings de Détroit   | LNH        | 69    | 1                | 10               | 11               | 36               | 1                | 0  | 0                    | 0                    | 0                    |                      |                      |
| Totaux LNH | Totaux LNH             | Totaux LNH | 1 128 | 76               | 282              | 358              | 1 208            | 159              | 10 | 32                   | 42                   | 169                  |                      |                      |

### Statistiques en équipe nationale
| Année | Équipe | Compétition          |   | PJ | B | A | Pts | Pun               |  | Résultats |
| 1985  | Canada | Championnat du monde | 9 | 0  | 0 | 0 | 10  | Médaille d'argent |  |           |
| 1990  | Canada | Championnat du monde | 8 | 1  | 1 | 2 | 6   | 4e place          |  |           |
| 1991  | Canada | Championnat du monde | 8 | 4  | 1 | 5 | 10  | Médaille d'argent |  |           |

## Honneurs et trophées
- Buckeyes d'Ohio State
  - Intronisé au temple de la renommée des sports de l'université d'Ohio State en 2005.
- Ligue nationale de hockey
  - Nommé dans l'équipe d'étoiles des recrues en 1984.
  - Vainqueur de la Coupe Stanley avec les Flames de Calgary en 1989 et avec les Red Wings de Détroit en 1998.
- Championnat du monde de hockey sur glace
  - Nommé le défenseur par excellence du tournoi de 1991.

## Transaction en carrière
- 30 janvier 1983 : signe à titre d'agent libre avec les Flames de Calgary.
- 2 janvier 1992 : échangé par les Flames avec Doug Gilmour, Ric Natress, Kent Manderville et Rick Wamsley aux Maple Leafs de Toronto en retour de Gary Leeman, Oleksandr Hodyniouk, Jeff Reese, Michel Petit et Craig Berube.
- 24 mars 1998 : échangé par les Maple Leafs aux Red Wings de Détroit en retour du choix de quatrième ronde du Lightning de Tampa Bay au repêchage de 1998 (choix acquis précédemment, les Maple Leafs sélectionnent avec ce choix Oleksiy Ponikarovskiy).